# Comptosia
Comptosia är ett släkte av tvåvingar. Comptosia ingår i familjen svävflugor.

## Bildgalleri

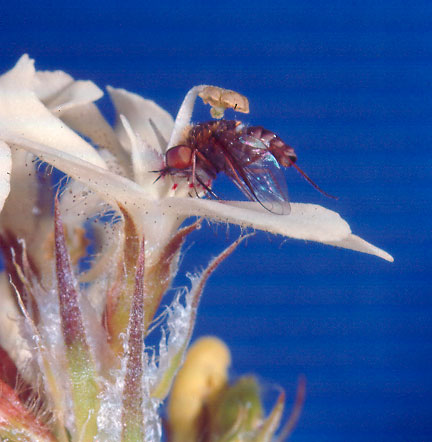

## Dottertaxa tillComptosia, i alfabetisk ordning[1]
- Comptosia acantha
- Comptosia apicalis
- Comptosia aurescens
- Comptosia australensis
- Comptosia bancrofti
- Comptosia basalis
- Comptosia bifasciata
- Comptosia biguttata
- Comptosia brunnea
- Comptosia brunnipennis
- Comptosia caesariata
- Comptosia calignea
- Comptosia capillata
- Comptosia casimira
- Comptosia consobrina
- Comptosia decedens
- Comptosia extensa
- Comptosia fascipennis
- Comptosia flava
- Comptosia flavipenna
- Comptosia flexuosa
- Comptosia gemina
- Comptosia heliophila
- Comptosia inclusa
- Comptosia indecora
- Comptosia infumata
- Comptosia insignis
- Comptosia insula
- Comptosia kuranda
- Comptosia lactea
- Comptosia landbecki
- Comptosia lugubris
- Comptosia mackerrasi
- Comptosia magna
- Comptosia mallota
- Comptosia microrhynchus
- Comptosia montana
- Comptosia moretonii
- Comptosia murina
- Comptosia neoapicalis
- Comptosia neobiguttata
- Comptosia neosobria
- Comptosia nigrescens
- Comptosia nitella
- Comptosia ocellata
- Comptosia paramonovi
- Comptosia partita
- Comptosia paucispina
- Comptosia pilosa
- Comptosia pitereka
- Comptosia praeargentata
- Comptosia quadripennis
- Comptosia rubrifera
- Comptosia sandaraca
- Comptosia scitula
- Comptosia sobria
- Comptosia sobricula
- Comptosia soror
- Comptosia sorov
- Comptosia speciosa
- Comptosia stria
- Comptosia sylvana
- Comptosia tendens
- Comptosia thyris
- Comptosia tutela
- Comptosia walkeri
- Comptosia wilkinsi
- Comptosia vittata
- Comptosia xanthobasis
- Comptosia zona